# Jasminka Cive
Pour les articles homonymes, voir Cive.
Jasminka Cive, née le 24 juillet 1981, est une pratiquante de MMA autrichienne évoluant au sein de l'organisation Invicta Fighting Championships dans la catégorie des poids pailles.

## Carrière en MMA

### Invicta Fighting Championships
Pour ses débuts au sein de l'Invicta FC, Jasminka Cive rencontre l’Australienne Bec Rawlings. L'Autrichienne qui est alors toujours invaincue après cinq combats en MMA va connaitre sa première défaite lors de l'Invicta FC 5 - Penne vs. Waterson le 5 avril 2013. Bec Rawlings l'emporte par soumission au premier round.

## Palmarès en MMA
| 7 combats      | 5 victoires | 2 défaites |
| Par KO         | 4           | 0          |
| Par soumission | 1           | 2          |
| Sur décision   | 0           | 0          |

| Résultat | Record | Adversaire            | Méthode                                    | Événement                                    | Date             | Round | Temps | Lieu                              | Notes                                               |
| -------- | ------ | --------------------- | ------------------------------------------ | -------------------------------------------- | ---------------- | ----- | ----- | --------------------------------- | --------------------------------------------------- |
| Défaite  | 5–2    | Karolina Kowalkiewicz | Soumission (clé de bras)                   | Konfrontacja Sztuk Walki 27: Cage Time       | 17 mai 2014      | 1     | 3:53  | Gdańsk, Pologne                   | Pour le titre KSW des poids pailles 115 lb (52 kg). |
| Défaite  | 5–1    | Bec Rawlings          | Soumission (clé de bras)                   | Invicta FC 5: Penne vs. Waterson             | 5 avril 2013     | 1     | 3:30  | Kansas City, Missouri, États-Unis |                                                     |
| Victoire | 5–0    | Eva Henesova          | TKO (coups de poing)                       | Martial Arts Xtreme Fight Championship 6     | 17 mars 2012     | 3     | 2:10  | Vaduz, Liechtenstein              |                                                     |
| Victoire | 4–0    | Lilla Vincze          | TKO (coups de poing)                       | Cage Fight Series 6: Weinpolter vs. Guelmino | 20 novembre 2011 | 2     | 2:44  | Graz, Autriche                    |                                                     |
| Victoire | 3–0    | Lilla Vincze          | KO (coups de poing)                        | Fight of the Night 2011                      | 27 mai 2011      | 2     | NC    | Greding, Bavière, Allemagne       |                                                     |
| Victoire | 2–0    | Aniko Levi            | TKO (coups de genou et coups de poing)     | Fight of the Night 2010                      | 10 octobre 2010  | 2     | 3:00  | Kitzbühel, Autriche               |                                                     |
| Victoire | 1–0    | Olga Denisenko        | Soumission (étranglement triangle de bras) | Ultimate Cage Fighters 3: Austria vs. Serbia | 8 mai 2010       | 1     | NC    | Vienne, Autriche                  |                                                     |